# علي المعني
علي عبد الجليل المعني هو لاعب كرة قدم سعودى يلعب في نادي الطرف.

## مسيرة اللاعب
لعب في نادي هجر ونادي العيون ونادي النجوم ونادي الروضة ونادي الطرف.